# Margao
Margao (phát âm [mɔɽɡãːw] ⓘ) là thành phố đứng thứ hai về dân số, và là trung tâm văn hóa-thương mại của bang Goa, Ấn Độ. Nó là thủ phủ của phó huyện Salcete và huyện Nam Goa.

## Tên gọi
Margão là cách viết trong tiếng Bồ Đào Nha, còn Madugão dùng trong tiếng Konkan. Trong tiếng Marathi, nơi đây có tên Madgaon. Tất cả các tên này đều bắt nguồn từ Maṭhagrām tiếng Phạn nghĩa là "ngôi làng lan về phía đông".